# Rio Taquara (Ivaí)
Der Rio Taquara ist ein etwa 41 km langer rechter Nebenfluss des Rio Ivaí im Nordwesten des brasilianischen Bundesstaats Paraná.

## Etymologie
Taquara ist der Tupi-Begriff für Bambus beziehungsweise bambusähnliche Pflanzen, die in ganz Brasilien verbreitet vorkommen. Der Name wird häufig für Flüsse und auch für Ortschaften verwendet.

## Geografie

### Lage
Das Einzugsgebiet des Rio Taquara befindet sich auf dem Terceiro Planalto Paranaense (Dritte oder Guarapuava-Hochebene von Paraná).

### Verlauf
Sein Quellgebiet liegt im Munizip Loanda auf 432 m Meereshöhe etwa 4 km östlich der Stadtmitte an der PR-182.
Der Fluss verläuft in südlicher Richtung. Etwa 15 km südlich seines Ursprungs verlässt er das Munizipgebiet von Loanda und bildet für den Rest seines Laufs die Grenze zwischen den beiden Munizipien Santa Isabel do Ivaí und Santa Mônica. Er mündet auf 240 m Höhe von rechts in den Rio Ivaí. Er ist etwa 41 km lang.

### Munizipien im Einzugsgebiet
Am Rio Taquara liegen die drei Munizipien Loanda, Santa Mônica und Santa Isabel do Ivaí.